# Bettina Rheims

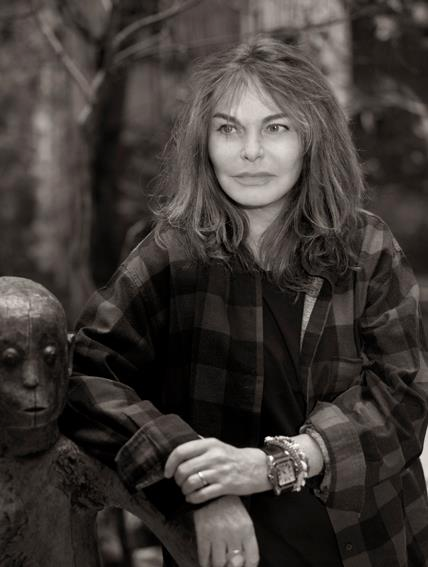
Bettina Rheims: Selbstporträt, 2013

Bettina Rheims, eigentlich Bettina Caroline Marguerite Rheims [ʀɛ̃s] (* 18. Dezember 1952 in Neuilly-sur-Seine, Département Hauts-de-Seine) ist eine französische Fotografin. Die provokant-erotischen Inszenierungen in ihrer Akt- und Glamourfotografie machten sie weltweit bekannt.

## Leben
Rheims ist das älteste von drei Kindern des Schriftstellers, Mitglieds der Académie Française, Kunsthistorikers und Auktionators Maurice Rheims (1910–2003), der auch Nachlassverwalter von Pablo Picasso war, und der Frankfurterin Lili Adélaide Krahmer (1930–1996), einer Stieftochter von Guy de Rothschild, die mit ihrer Mutter, einer Tochter des Bankiers Julius Wertheimber, vor den Nationalsozialisten aus Deutschland flüchtete. Die Schriftstellerin und Filmproduzentin Nathalie Rheims (* 1959) ist ihre Schwester, der Jurist Louis Rheims (1955–1998) war ihr Bruder. General Léon Rheims (1843–1894) war ihr Großvater väterlicherseits.
Bevor sie Karriere als Fotografin machte, arbeitete Rheims als Fotomodel. 1973 spielte sie eine kleine Rolle in der Gangsterkomödie La bonne année (Frankreich/Italien 1973, Regie: Claude Lelouch).
Rheims’ erste Ehe mit Pierre Martinet (* 1949) wurde am 18. Juli 1971 geschlossen und 1977 geschieden. Am 10. Juni 1978 heiratete sie in Paris den Kunsthistoriker und Schriftsteller Serge Bramly, mit dem sie einige Bücher veröffentlichte. Mit ihm hat sie einen Sohn, Virgile Maurice Bramly (* 1980). Die Ehe wurde ebenfalls geschieden, was die künstlerische Zusammenarbeit jedoch nicht beendete. Ihren dritten Ehemann, den Künstler Stéphane Coutelle heiratete sie am 22. Oktober 1993 Paris und ließ sich nach einigen Jahren wiederum scheiden. Am 26. Oktober 2001 heiratete sie den Pariser Anwalt Jean-Michel Darrois (* 1948).
Bettina Rheims lebt und arbeitet in Paris.

## Werk
1970 begann Rheims mit dem Fotografieren. Ihre ersten Modelle waren Pariser Stripperinnen und Akrobaten. Das Thema des weiblichen Körpers in erotischen und voyeuristischen Situationen zieht sich seither durch ihr ganzes Werk.
1987 drehte sie das Video von Desireless Voyage, Voyage.
Sie arbeitete für Modemagazine, Plattenfirmen und Werbeagenturen. Anders als viele der anonymen Auftragsfotografen in dieser Branche stellte sie jedoch auch regelmäßig unter ihrem Namen aus. Ihr erster Bildband Female Trouble erschien 1991.
Weite internationale Bekanntheit erreichte sie 1992 mit dem Band Chambre Close (deutsch: „abgeschlossenes Zimmer“). Rheims’ Fotografien zeigen junge Frauen in halb nackten Posen, die wirken sollen , als hätten sie in schäbigen Hotelzimmern oder Fluren spontan für einen (männlichen) Fotografen ihre Geschlechtsteile entblößt. Tatsächlich handelt es sich um Inszenierungen. Serge Bramly verfasste den Begleittext, das fiktive Tagebuch eines Amateur-Erotikfotografen.
Zusammen mit der transgeschlechtlichen Kim Harlow publizierte sie 1992 das biografische Buch Kim. Harlow starb 1992 in Paris an AIDS. Sie war eines der Models, die Rheims für die Serie Modern Lovers fotografiert hatte.
1995 erhielt Rheims den Auftrag, das offizielle Porträt des neu gewählten Präsidenten von Frankreich, Jacques Chirac, anzufertigen.
Ebenfalls eine Zusammenarbeit mit Bramly ist die Serie I.N.R.I., die zum ersten Mal 1999 in Berlin im Deutschen Historischen Museum ausgestellt wurde. In 200 farbigen und einigen schwarzweißen Fotografien stellten Rheims und Bramly Szenen aus dem Leben Christi nach. Die Veröffentlichung in Frankreich zog heftige Kritik von Christen auf sich. Von Rechtsradikalen gab es antisemitische Ausschreitungen gegen einige Buchhandlungen, die Rheims’ Fotoband verkauften.
Im Jahr 2008 wurde sie wegen Plagiats eines Werkes des deutschen Künstlers Jakob Gautel, das sie für eine Montage verwendete, zu einer Geldstrafe von 30.000 Euro verurteilt.
Nach eigenem Bekunden sieht Rheims in Diane Arbus und Helmut Newton große Vorbilder und sie schätzt die Kunstfertigkeit der alten Meister.

## Zitat
„Ich bin eine Frau, ich bin auch Feministin. Ich mache Fotos mit Frauen und für Frauen. Nie würde ich meine Modelle zu etwas zwingen, von dem ich nicht wollte, dass man es mit mir täte. Mein Blick auf Frauen ist nicht voyeuristisch und nicht männlich. Es sind übrigens vor allem Frauen, die meine Bilder mögen. Vermutlich, weil auf ihnen das Sexuelle verbunden ist mit Vergnügen und nicht mit Schmerz wie sonst oft in der Kunst.“

## Auszeichnungen
- 1994 Grand prix de la photographie (verliehen von der Stadt Paris)
- 17. Februar 1997 Ritter der Ehrenlegion
- 2002: Jacques Chirac verlieh Bettina Rheims den Orden Chevalier de la Légion d’Honneur für ihr Lebenswerk.[1]
- 13. Juli 2006 Offizier der Ehrenlegion
- 12. Juli 2013 Kommandeur der Ehrenlegion
- 30. April 2002 Offizier des Ordre national du Merité
- 15. November 2018 Großoffizier des Ordre national du Merité
- 13. September 2016 Kommandeur des Ordre des Arts et des Lettres

## Veröffentlichungen
- 1987 – Bettina Rheims. Espace Photo Paris. ISBN 2-904732-20-9
- 1989 – Female Trouble. Hrsg. Gina Kehayoff. Mit einem Vorwort von Catherine Deneuve. Schirmer/Mosel, ISBN 3-88814-305-5.
- 1991 – Female Trouble. ISBN 3-88814-452-3
- 1992 – Chambre Close. Eine Fiktion (mit Serge Bramly). Kehayoff Verlag, ISBN 3-929078-14-7.
- 1992 – Les Espionnes. Kehayoff Verlag, ISBN 3-929078-06-6.
- 1993 – Modern Lovers. Edition Braus, ISBN 3-925835-67-9.
- 1994 – Kim (mit Kim Harlow). Kehayoff Verlag, ISBN 3-929078-23-6.
- 1999 – I.N.R.I. (mit Serge Bramly). Monacelli Press, ISBN 1-58093-043-3.
- 2000 – A Room in the Museum of Modern Art in Frankfurt/Main. Kehayoff Verlag, ISBN 3-929078-35-X.
- 2000 – Animal. Kehayoff Verlag, ISBN 3-7913-7817-1.
- 2002 – Morceaux choisis. Schirmer/Mosel, ISBN 3-88243-574-7.
- 2002 – Bettina Rheims: Female Trouble (mit Beiträgen von Catherine Deneuve, Gina Kehayoff). Schirmer/Mosel, ISBN 3-8296-0022-4.
- 2004 – Shanghai (mit Serge Bramly). powerHouse Books, ISBN 1-57687-233-5.
- 2004 – More Trouble. Schirmer/Mosel, ISBN 3-8296-0106-9.
- 2004 – Retrospective. Schirmer/Mosel, ISBN 3-8296-0061-5.
- 2004 – Can You Find Happiness. Photographien. Schirmer/Mosel, ISBN 3-8296-0351-7.
- 2007 – Héroines. Schirmer/Mosel. ISBN 3-8296-0298-7
- 2008 – The Book Of Olga (mit Beiträgen von Catherine Millet). Taschen Verlag, ISBN 3-8365-0760-9.
- 2009 – Rose, c’est Paris (zusammen mit Booklet, Film-DVD und anderen Objekten in einem Koffer). Taschen Verlag, ISBN 978-3-8365-2013-3.
- 2011 – Rose, c’est Paris. Bettina Rheims und Serge Bramly (mit Serge Bramly). Taschen Verlag, Köln, ISBN 978-3-8365-2785-9.
- 2014 – Gender Studies. Steidl Verlag, Göttingen 2014, ISBN 978-3-86930-802-9
- 2016 – Bettina Rheims. (limitierte Collector’s Edition von 800 Exemplaren, nummeriert und signiert von Bettina Rheims). Taschen Verlag, Köln.[4]Teaser des Verlags